# Rinaldo Froldi
Rinaldo Froldi (Milán, 3 de febrero de 1924-Volterra, 7 de septiembre de 2011) fue un hispanista italiano.

## Biografía
Licenciado «magna cum laude» en Letras clásicas por la Universidad de Milán en 1948; libero docente de Lengua y Literatura Española desde 1963, enseñó en la Facultad de Letras de Macerata entre 1964 y 1968. Desde 1968 a 1997 fue catedrático en la Universidad de Bolonia y emérito en 1998. Codirigió la revista Spicilegio Moderno desde su fundación en 1992, y fundó el Centro di Studi sul Settecento Spagnolo de la citada Universidad de Bolonia en 1976 con el apoyo de sus colegas Maurizio Fabbri, segundo director del Centro hasta 2009, y Patrizia Garelli, con el propósito de impulsar y favorecer los estudios sobre el siglo XVIII, hasta aquel entonces poco conocido y valorado por los hispanistas, y lo dirigió entre 1981 y 1997. Es consejero de la Hispanic Review de Filadelfia y ocupó el cargo de coordinador del Dottorato di recerca in Iberistica con sede en Bolonia y extensión a las universidades de Milán, Venecia, Pavia y Bérgamo, desde su constitución (1986) hasta 1997. Es miembro del Centro de Estudios sobre el XVIII de la Universidad de Oviedo, de la Sociedad Internacional de Estudios del siglo XVIII de Madrid y de la Asociación Internacional Siglo de Oro de Toulouse. Es miembro de la Accademia de las Ciencias de Bolonia y miembro honorario de la American Association of Teachers of Spanish and Portuguese.
Se ha dedicado especialmente al estudio de la Ilustración del siglo XVIII español, en especial la tragedia neoclásica, y también del teatro del Siglo de Oro. Entre sus obras figuran Il teatro valenzano e le origini della commedia barocca (Editrice técnico-scientifica, Pisa, 1961); Un poeta illuminista: Juan Meléndez Valdés (Cisalpino, Milano, 1967); Lope de Vega y la formación de la comedia (Anaya, Salamanca-Madrid, 1968, 2.ª ed. 1973) y La 'Alejandra' di L. L. de Argensola (Convegno inter.sul Teatro spagnolo e italiano del Cinquecento, Volterra, 1991).

## Obras

### Libros
- Il teatro valenzano e le origini della commedia barocca (Editrice técnico-scientifica, Pisa, 1961)
- Un poeta illuminista: Juan Meléndez Valdés (Cisalpino, Milano, 1967)
- Lope de Vega y la formación de la comedia (Anaya, Salamanca-Madrid, 1968, 2.ª ed. 1973)
- La 'Alejandra' di Lupercio Leonardo de Argensola (Convegno inter.sul Teatro spagnolo e italiano del Cinquecento, Volterra, 1991).

### Artículos
- «L'ultimo Juan Ramón Jiménez», in La fiera letteraria, 11-3-1951
- «Presenza della Catalogna letteraria» in La fiera letteraria, 2-11-1952
- «Giudizi di critici italiani su Calderón nell'Ottocento», in Calderón in Italia, Facoltà de Magistero, Roma, 1958, 63-84.
- «Il Deleitar aprovechando nella poética di Tirso de Molina», in Tirso de Molina, Feltrinelli, Milano, 1960, 165-188.
- «Terra di Castiglia eroica e guerriera», in Le vie del mondo, giugno 1962.
- «Córdova vive nella grandezza del suo passato», in Le vie del mondo, Iuglio 1963.
- «Natura e società en Cienfuegos», in Acme, Facoltà di Lettere, Milano, XXI (1968), 1-44.
- «Il Discurso sobre la literatura española di José Marchena», in Spicilegio Moderno, Bologna, 1 (1972), 45-72.
- «L'Arte Nuevo di Lope de Vega, trattato accademico o satira dell'Accademismo?», in Spicilegio Moderno, Bologna, 1 (1972), 171-177.
- «Significación de Luzán en la cultura y literatura española del siglo XVIII», in Actas del VI Congreso de la A.I.H. (Toronto, 1977), Toronto 1980.
- «El "último" Luzán», in La época de Fernando VI, Oviedo, CES VVIII, 1981, 353-366.
- «Nota sobre el hispanismo italiano», in Revista de la Universidad Complutense, Madrid, n.º 4 (1984), 28-42.
- «Sobre la historiografía de la cultura y literatura españolas del siglo XVIII: apuntaciones críticas», in Nueva Revista de Filología Hispánica; México (1984), 59-72.
- «La tradición trágica española según los tratadistas del siglo XVIII» (Toulouse, 1983), in Criticón, n.º 23 (1985), 133-157.
- «Juan Sempere y Guarinos, bibliografo e istoriografo dell'età di Carlo III di Borbone», in I Borbone di Napoli e di Spagna, Napoli, 1985, II, 375-389.
- «Antonio de Guevara, manierista?», in Annali dell'Istituto Universitario Orientale, sezione romanza, XXX (1988), 27-39.
- «La poesía ilustrada de Meléndez Valdés», in Insula, 504 (1988), 19-20.
- «Tomás de Iriarte, musico e poeta della Spagna illuministica», in Studi in onore di Giuseppe Vecchi, Mucchi, Modena, 1989, 95-102.
- «Considerazioni sul genere tragico nel Cinquecento spagnolo», in Symbolae Pisanae, studi in onore di Guido Mancini, Giardini, Pisa, 1989, 209-217.
- «La conquista dell'America e Cadalso», in Studi di Iberistica in memoria di Umberto Boscolo, Bulzoni, Roma, 1989, 113-128.
- «Il Settecento», in Storia della civiltà letteraria spagnola, UTET, Torino, 1990, 649-689 e 701-753. (Trad. spagnola, ed. Cátedra, 1991, II, 789-822 e 835-891).
- «El ganso de oro de Lope de Vega: un uso temprano de comedia de magia» (Valencia, 1989), in Comedias y comediantes. Estudios sobre el teatro clásico español, Universidad de Valencia, 1991, 133-142.
- «Una carta inédita de Juan Meléndez Valdés al Padre Andrés», in Bulletin of Hispanic Studies, LXVIII (1991), 33-36.
- «La crítica de El Censor a las apologías de España», («Die Säkularisierung der spanischen Kultur und Literatur in Jahrhundert», Wolfenbüttel, 1985), in Wolfenbütteler Forschungen, Band 53, Wiesbaden, 1992, 91-111.
- «Ludovico Antonio Muratori nella cultura spagnola» (Roma, 1990), in Italia e Spagna nella cultura del Settecento, Accademia Nazionale dei Lincei, Roma, 1992, 19-32.
- «La tragedia Idomeneo di Nicasio Álvarez de Cienfuegos», in Entre Siglos, n.º 2, Bulzoni, Roma, 1993, 189-199.
- «Le Reflexiones políticas y económicas di Miguel Dámaso Generés, gesuita aragonese esule a Bologna», in De místicos y mágicos clásicos y románticos, Siciliano, Messina, 1993, 289-303.
- «Literatura española del siglo XVIII en Italia», in Los estudios hispánicos en Italia y en Alemania. Estado presente de la investigación y perspectivas para el futuro (Villa Vigoni, Como, 1989), Ruhr Universität, Bochum, 1993, 76-80.
- «Conceptos de historia política y literaria en José Marchena», in El mundo hispánico en el siglo de las luces, Editorial Complutense, Madrid, 1996, I, 101-118.
- «La tragedia Polixena de José Marchena», in El teatro español del siglo XVIII, Universidad de Lleida, 1996, I, 397-415.
- «I comici italiani in Spagna», in Origini della commedia improvvisa o dell'arte, Torre d'Orfeo, Roma, 1996, 273-289.
- «Anticipaciones dieciochescas del costumbrismo romántico», in El costumbrismo romántico, Bulzoni, Roma, 1996, 163-169.
- «El tema literario de Eloísa y Abelardo y las "heroidas" de José Marchena», in El siglo que llaman ilustrado. Homenaje a Francisco Aguilar Piñal, C.S.I.C., Madrid, 1996, 377-390.
- «Proclamas, manifiestos, escritos políticos de José Marchena», in Política y literatura en la España de las luces, Universidad de Bolonia (Bertinoro, 1996), in corso di stampa presso l'Università di Duisburg.
- «¿Hubo literatura costumbrista en los primeros lustros del siglo XIX?», in Del Romanticismo al Realismo, Universidad de Barcelona (1996), Barcelona, 1998, pp. 287-292.
- «Las Cartas críticas sobre la Italia di José García de la Huerta», in Il viaggio e le letterature ispaniche, tavola rotonda a Napoli (12-13 dic. 1996), L'Orientale editrice, Napoli, 1998, pp. 85-90.
- «La tragedia El Numa de Juan Ignacio González del Castillo» en Dieciocho, XXII, 2 (1999), 385-395.
- «Juan Sempere y Guarinos, traductor de las Riflesioni su buen gusto de Ludovico Antonio Muratori», in La traducción en España (1750-1830): Lengua, Literatura, Cultura, ed. F. Lafarga (Barcelona, oct. 1998), Universitat de Lleida, 1999, pp. 187-194.
- «Carlos III y la Ilustración en Sempere y Guarinos», in La literatura española de la Ilustración. Homenaje a Carlos III, Cursos de verano, El Escorial, Universidad Complutense, Madrid, 1989, 21-38.